# Helicia dentellata
Helicia dentellata är en tvåhjärtbladig växtart som beskrevs av Herman Otto Sleumer. Helicia dentellata ingår i släktet Helicia och familjen Proteaceae. Inga underarter finns listade i Catalogue of Life.